# Atoconeura aethiopica
Atoconeura aethiopica is een libellensoort uit de familie van de korenbouten (Libellulidae), onderorde echte libellen (Anisoptera).
De soort staat op de Rode Lijst van de IUCN als kwetsbaar, beoordelingsjaar 2006, de trend van de populatie is volgens de IUCN dalend.
De wetenschappelijke naam Atoconeura aethiopica is voor het eerst geldig gepubliceerd in 1958 door Kimmins.